# Перша мессенська війна
Перша мессенська війна — війна між Мессенією та Спартою, що тривала з 743 по 724 рік до нашої ери (за датуванням Павсанія) та закінчилась перемогою Спарти. 

## Мета та умови
Мету цієї війни сформулював спартанський цар Полідор, який заявив: «Йду на неподілені землі!». Після завершення війни частина землі була розподілена між спартіатами, але більша частина залишилась за мессенцями. Натомість мессенці зобов'язувалися сплачувати данину, що становила половину річного врожаю. За Павсанієм було ще дві умови після закінчення війни — заборона повстань та участь у жалóбі після смерті видатних спартанців.